# Mitropapokal 1928
Der Mitropapokal 1928 war die 2. Auflage des internationalen Cupwettbewerbs. Es nahmen die besten Mannschaften Österreichs, Ungarn, Jugoslawiens und der Tschechoslowakei teil. Es handelte sich zumeist um die Meister und Cupsieger der jeweiligen Länder. Die Teilnehmer spielten im reinen Pokalmodus mit Hin- und Rückspielen im wichtigsten kontinentalen Fußballwettbewerb in der Zeit vor dem Zweiten Weltkrieg. Bei Gleichstand nach zwei Spielen wurde ein Entscheidungsspiel durchgeführt. Alle acht Vereine starteten in der Vorrunde beziehungsweise im Viertelfinale. Der Titelverteidiger Sparta Prag konnte sich auf nationaler Ebene überraschend nicht für den Cup qualifizieren.
Das Finale fand innerhalb von zwei Wochen am 28. Oktober und 11. November 1928 in Budapest und Wien statt. Es qualifizierten sich der ungarische Meister Ferencváros Budapest sowie der Vorjahresfinalist SK Rapid Wien, der sowohl im Viertelfinale als auch im Halbfinale sich erst in einem Entscheidungsspiel durchsetzen konnte. Zu Hause konnte der Ferencvárosi FC im Hinspiel mit 7:1 gewinnen und holte nach einer Niederlage mit 3:5 auf der Hohen Warte die Providentia erstmals nach Ungarn. Torschützenkönig wurde József Takács von der Siegermannschaft aus Budapest mit zehn Treffern.

## Viertelfinale
Die Hinspiele fanden am 15./19./20. und 26. August, die Rückspiele am 19./26./25. August und 2. September 1928 statt.
|                      | Gesamt |                          | Hinspiel | Rückspiel |
| -------------------- | ------ | ------------------------ | -------- | --------- |
| SK Admira Wien       | 6:4    | Slavia Prag              | 3:1      | 3:3       |
| Beogradski SK        | 01:13  | Ferencváros Budapest     | 0:7      | 1:6       |
| SK Rapid Wien        | 7:7    | Hungária FC MTK Budapest | 6:4      | 1:3       |
| HŠK Građanski Zagreb | 4:8    | SK Viktoria Žižkov       | 3:2      | 1:6       |

### Entscheidungsspiel
Das Spiel fand am 1. September 1928 statt.
|               | Ergebnis  |                          |
| ------------- | --------- | ------------------------ |
| SK Rapid Wien | 1:0 n. V. | Hungária FC MTK Budapest |

## Halbfinale
Die Hinspiele fanden am 8. und 9., die Rückspiele am 16. September 1928 statt.
|                    | Gesamt |                      | Hinspiel | Rückspiel |
| ------------------ | ------ | -------------------- | -------- | --------- |
| SK Viktoria Žižkov | 6:6    | SK Rapid Wien        | 4:3      | 2:3       |
| SK Admira Wien     | 1:3    | Ferencváros Budapest | 1:2      | 0:1       |

### Entscheidungsspiel
Das Spiel fand am 23. September 1928 statt.
|               | Ergebnis |                    |
| ------------- | -------- | ------------------ |
| SK Rapid Wien | 3:1      | SK Viktoria Žižkov |

## Finale

### Hinspiel
| Ferencváros Budapest                                 | Ferencváros Budapest | SK Rapid Wien | SK Rapid Wien |
| ---------------------------------------------------- | --- | --- | ------------- |
| Ferencváros Budapest                                 | \| 28. Oktober 1928 in Budapest (Üllői út) \| \| Ergebnis: 7:1 (3:0) \| \| Zuschauer: 20.000 \| \| Schiedsrichter: Albino Carraro ( Königreich Italien) \|                                           | \| 28. Oktober 1928 in Budapest (Üllői út) \| \| Ergebnis: 7:1 (3:0) \| \| Zuschauer: 20.000 \| \| Schiedsrichter: Albino Carraro ( Königreich Italien) \|                                                | SK Rapid Wien |
| Ferencváros Budapest                                 | Ignác Amsel – Géza Takács, János Hungler – Károly Furmann, Márton Bukovi, Elemér Berkessy – Imre Koszta, József Takács, József Turay, Ferenc Szedlacsek, Vilmos Kohut Cheftrainer: István Tóth-Potya | Franz Hribar – Roman Schramseis, Franz Kral – Josef Frühwirth, Josef Smistik, Josef Madlmayer – Willibald Kirbes, Franz Weselik, Johann Hoffmann, Johann Horvath, Ferdinand Wesely Cheftrainer: Edi Bauer | SK Rapid Wien |
| Ferencváros Budapest                                 | 1:0 Ferenc Szedlacsek (15.) 2:0 József Takács (18.) 3:0 Ferenc Szedlacsek (20.) 4:0 Vilmos Kohut (56.) 5:0 Vilmos Kohut (58.) 6:0 József Takács (64.) 7:0 József Takács (76.)                        | 7:1 Johann Horvath (85.) | SK Rapid Wien |
| 28. Oktober 1928 in Budapest (Üllői út)              | | |               |
| Ergebnis: 7:1 (3:0)                                  | | |               |
| Zuschauer: 20.000                                    | | |               |
| Schiedsrichter: Albino Carraro ( Königreich Italien) | | |               |

### Rückspiel
| SK Rapid Wien                                        | SK Rapid Wien | Ferencváros Budapest | Ferencváros Budapest |
| ---------------------------------------------------- | --- | --- | -------------------- |
| SK Rapid Wien                                        | \| 11. November 1928 in Wien (Hohe Warte) \| \| Ergebnis: 5:3 (3:2) \| \| Zuschauer: 20.000 \| \| Schiedsrichter: Albino Carraro ( Königreich Italien) \|                                                     | \| 11. November 1928 in Wien (Hohe Warte) \| \| Ergebnis: 5:3 (3:2) \| \| Zuschauer: 20.000 \| \| Schiedsrichter: Albino Carraro ( Königreich Italien) \|                                            | Ferencváros Budapest |
| SK Rapid Wien                                        | Franz Hribar – Roman Schramseis, Toni Witschel – Johann Hoffmann, Josef Madlmayer, Josef Frühwirth – Willibald Kirbes, Franz Weselik, Richard Kuthan, Johann Horvath, Ferdinand Wesely Cheftrainer: Edi Bauer | Ignác Amsel – Géza Takács, János Hungler – Károly Furmann, Márton Bukovi, Elemér Berkessy – Imre Koszta, József Takács, József Turay, Ferenc Szedlacsek, Vilmos Kohut Cheftrainer: István Tóth-Potya | Ferencváros Budapest |
| SK Rapid Wien                                        | 1:0 Willibald Kirbes (5.) 2:0 Willibald Kirbes (22.) 3:2 Ferdinand Wesely (37.) 4:2 Franz Weselik (50.) 5:2 Ferdinand Wesely (53.)                                                                            | 2:1 Vilmos Kohut (33.) 2:2 József Turay (36.) 5:3 Ferenc Szedlacsek (79.) | Ferencváros Budapest |
| 11. November 1928 in Wien (Hohe Warte)               | | |                      |
| Ergebnis: 5:3 (3:2)                                  | | |                      |
| Zuschauer: 20.000                                    | | |                      |
| Schiedsrichter: Albino Carraro ( Königreich Italien) | | |                      |

## Beste Torschützen
| Rang | Spieler           | Klub                 | Tore |
| ---- | ----------------- | -------------------- | ---- |
| 1    | József Takács     | Ferencváros Budapest | 10   |
| 2    | József Turay      | Ferencváros Budapest | 8    |
| 3    | Franz Weselik     | SK Rapid Wien        | 7    |
| 4    | Johann Horvath    | SK Rapid Wien        | 6    |
| 5    | Jan Dvořáček      | SK Viktoria Žižkov   | 5    |
|      | Ferdinand Wesely  | SK Rapid Wien        | 5    |
| 7    | Karel Podrazil    | SK Viktoria Žižkov   | 4    |
|      | Ferenc Szedlacsek | Ferencváros Budapest | 4    |